# Сан Джовани Еванджелиста (Равена)
Базиликата „Сан Джовани Еванджелиста“ (на италиански: Basilica di San Giovanni Evangelista) е архитектурен паметник на раннохристиянското изкуство в гр.Равена, Италия.

## История
Базиликата е построена през 425 г. от Гала Плацидия, дъщеря на римския император Теодосий I и Гала, внучка на Валентиниан I и Юстина, августа, майка на император Валентиниан III и като такава регентка на Западната римска империя, в памет на спасението и през 424 г. от морска буря в Средиземно море по време на връщането и от Константинопол, което спасение тя приписва на застъпничеството на Свети Йоан Богослов.
Базиликата многократно е преустроявана: през X век към нея е пристроена камбанария с височина 42 метра; през XIV век обикновената тухлена фасада е украсена с мраморен готически портал; значителни вътрешни и външни преустройства са извършени и през XVI и XVIII век.
Базиликата търпи сериозни повреди по време на бомбардировките на Равена по време Втората световна война, след което е напълно възстановена едва през 1951 г. През 1956 г. е възстановена и оградата от червени тухли, ограждаща базиликата.

## Архитектура и интериор
Базиликата е с размери 49 на 22 метра и е разделена на три нефа от колонада от 24 колони, увенчани с капители. Апсидата се осветява от седем засводени прозореци и понастоящем в нея няма украса. Преди години апсидата е била украсена с богати мозайки, изобразяващи чудото със спасението на кораба на Гала Плацидия и нейните деца, както и мозаични портрети на всички представители на императорското семейство, управлявали в Равена. Тези мозайки са били унищожени по време на ремонти през XVI век и 1747 г., а оцелелите фрагменти заедно с цялата апсида са сринати при бомбардировките на Равена по време Втората световна война.
По стените в страничните нефове са експонирани фрагменти от мозайки от началото на XIII век, изобразяващи фантастични зверове и сцени от Четвъртия кръстоносен поход. В средата на левия неф (кораб, наос) се намира капела „Джотеска“ (на италиански: Cappella Giottesca) в която се намират фрески, дело на Джото и неговите ученици. От фреските са запазени отделни фрагменти, в които се различават фигурите на четиримата евангелисти и на църковните отци Йероним Стридонски, Амвросий Медиолански, Августин Блажени и Григорий Богослов. В левия неф е запазено и изображение на Богородица Галактотрафуса (Богородица, кърмеща Христос).